# Erythrocercus
Erythrocercus is een geslacht van vogels uit de familie van de elfmonarchen (Erythrocercidae). De wetenschappelijke naam van het geslacht is voor het eerst geldig gepubliceerd in 1857 door Hartlaub.

## Soorten
De volgende soorten zijn bij het geslacht ingedeeld:
- Erythrocercus holochlorus – Gele elfmonarch
- Erythrocercus livingstonei – Grijskopelfmonarch
- Erythrocercus mccallii – Roodkapelfmonarch